# Les Nouvelles de Falaise
Les Nouvelles de Falaise est un journal hebdomadaire français diffusé le jeudi dans la région de Falaise (Calvados).
Fondées le 2 janvier 1947 par Marcel Vallée, avec des capitaux de commerçants et notables de Falaise, Les Nouvelles sont rachetées en 1974 par le groupe de Robert Hersant. L'année suivante, le titre passe de la parution hebdomadaire à la parution bi-hebdomadaire. 
Le journal, qui fait partie du groupe GHM (Groupe Hersent Médias) est repris le 1er octobre 2007 par le groupe Publihebdos, au même titre que les 13 autres titres de la filiale Hebdos Normands.
Depuis le 1er janvier 2012, Les Nouvelles de Falaise sont repassées en parution hebdomadaire.
Les Nouvelles de Falaise couvrent les cantons de Falaise (Calvados), Bretteville-sur-Laize, Morteaux-Coulibœuf, Saint-Pierre-sur-Dives, Trun, Argentan, Putanges et Thury-Harcourt.

Ancien logo
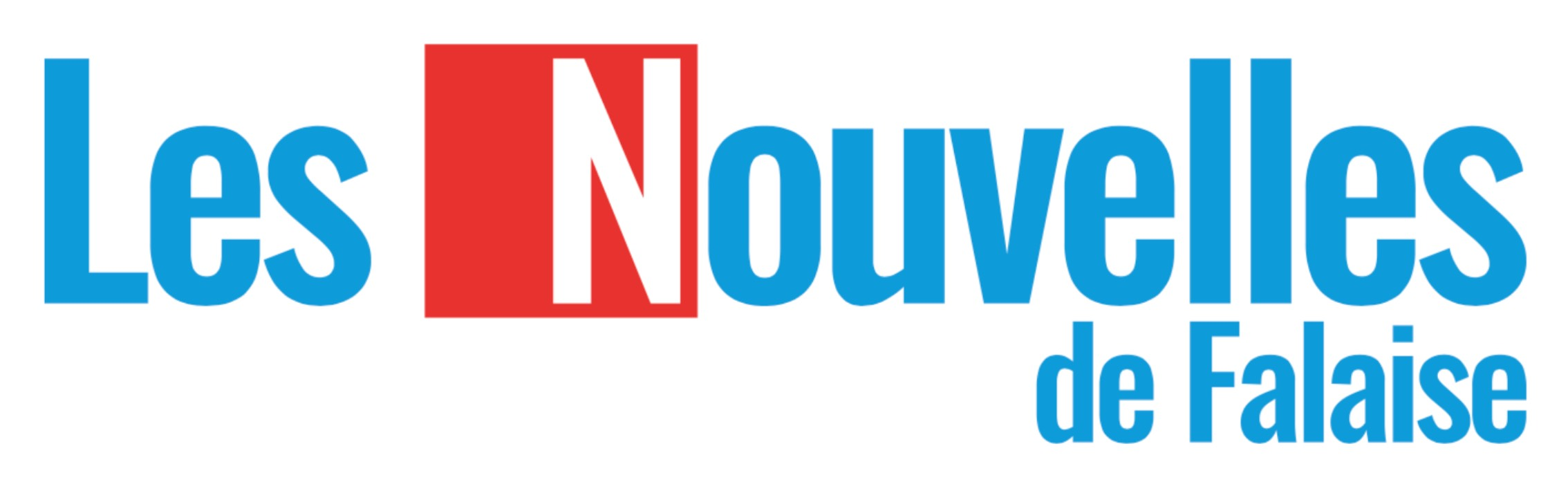
Logo actuel